# Biblioteka optyczna
Biblioteka optyczna (ang. optical library, optical jukebox) – urządzenie organizujące pracę biblioteki dyskowej (napędów magnetooptycznych, CD-ROM) przez automatyczne wyszukiwanie i kompletowanie składowanych zasobów danych w systemie komputerowym. Dane rzadko używane przenoszone są na wolniejsze, lecz pojemniejsze nośniki danych; na najszybszych nośnikach przechowywane są tylko dane najczęściej odczytywane i modyfikowane.